# Andrzej Bledzewski
Andrzej Bledzewski (ur. 2 lipca 1977 w Gdyni) – polski piłkarz występujący na pozycji bramkarza, trener, reprezentant Polski, mistrz Europy U-16 z 1993. Pierwszy Polak w lidze maltańskiej.

## Kariera klubowa
Bledzewski był zawodnikiem kolejno Bałtyku Gdynia, Polonii Bytom, Górnika Zabrze, Szczakowianki Jaworzno, Górnika Łęczna, maltańskiego Birkirkara FC, Arki Gdynia, Warty Poznań i w finale kariery Miedzi Legnica.

## Kariera międzynarodowa
W 1993 Bledzewski zdobył złoty medal mistrzostw Europy do lat 16. W tym samym roku z zespołem U-17 brał udział w mistrzostwach świata w tej kategorii wiekowej. W drugiej połowie lat 90. XX wieku był podstawowym graczem reprezentacji Polski do lat 21, występującej w eliminacjach igrzysk olimpijskich w Sydney pod wodzą selekcjonera Pawła Janasa.
Pierwszy i jedyny występ w reprezentacji A zaliczył 13 lutego 2002 w Limassol przeciwko Irlandii Północnej (4:1) zastępując w 89. minucie tego towarzyskiego meczu Radosława Majdana. Dzięki temu został 745. reprezentantem Polski na liście wszech czasów.

## Kariera trenerska
Po zaprzestaniu aktywności boiskowej Bledzewski rozpoczął pracę klubowego szkoleniowca bramkarzy. Znajdował zatrudnienie w Gryfie Wejherowo, Olimpii Grudziądz, GKS Katowice, GKS 1962 Jastrzębie i Skrze Częstochowa.

## Sukcesy
Reprezentacja Polski U-16
- Mistrzostwa Europy U-16 Mistrzostwo: 1993[2]